# Аппен (Нідерланди)
Аппен (нід. Appen) — селище в нідерландській провінції Гелдерланд. Входить до муніципалітету Ворст.
Перша згадка про населений пункт датується 1299 роком. Наразі у ньому нараховується близько 20 будинків.